# 六輪駆動

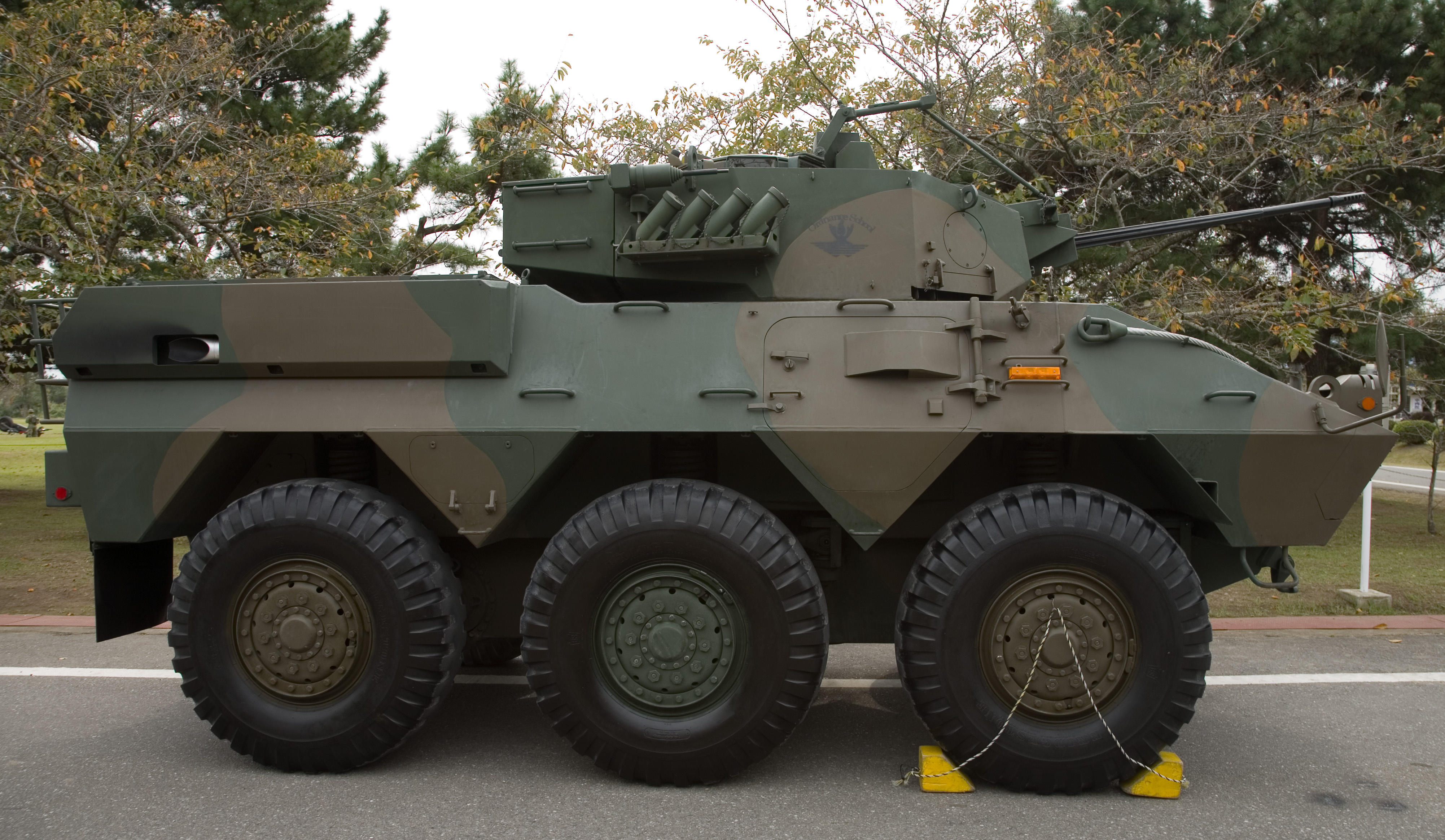
コンバットタイヤを装着した6輪駆動の87式偵察警戒車

六輪駆動（ろくりんくどう）または6WDとは、車両の駆動方法の一種である。通常は自動車の6輪のタイヤを駆動輪として使う駆動方式を指す。

## 概要
主に大型トラックや装輪装甲車、小型全地形対応車（ATV）に存在する。二輪駆動、四輪駆動、八輪駆動車に比べて六輪駆動車は比較的少ない。
不整地を走行する装輪車両は、6輪や8輪、10輪といった多輪のタイヤを備え車体を支えることで接地面積を広げて接地圧を下げるように設計されている。接地圧が下がれば、多少の泥濘地や雪面でも強いトラクション (工学)が得られる為、安定した走行が可能となる。また1輪のタイヤでは2.5-3t程度まで支えるのが上限と考えられ、重い車両では車軸を増やしたりダブルタイヤなども併用しながらタイヤの総数を増やすことでその重量に対応する。多輪構成で駆動輪を増やせばそれだけ駆動力を確実に地面に伝達でき、1輪程度の故障や欠損でも走行継続を可能にする。
デメリットとしては、二輪駆動車に比べて四輪駆動車ではプロペラシャフトやディファレンシャル・ギア、ビスカスカップリング装置、デフロック機構などの重量とコスト、そしてそれら可動部による抵抗が増すように、六輪駆動車ではさらにそれらの負担が増す。またそれに付随して燃費も悪化する傾向にある。それらを考慮しても、走破性能などの導入メリットが上回ると考えられるものとしては特に軍用車両があり、多数の導入例が見受けられる。陸上自衛隊の73式大型トラックなどの軍用トラックでは、更なる悪路走破性の確保を目指して、すべての車輪で駆動するにされることが多い。軍用車両では民間車両と比べてある程度以上製造コストを度外視した仕様要求が行えることから、ハブリダクションなどの高級な機構を併用することもまま見られる。

## 全輪駆動/総輪駆動（AWD、6x6）
戦前の大日本帝国陸軍では九四式六輪自動貨車、九八式鉄道牽引車、一〇〇式鉄道牽引車などで採用がみられた。この他、ヂーゼル自動車(後のいすゞ自動車)に六輪駆動のTG10型を試作させたが、日本の敗戦までに実戦配備には至らなかった。
21世紀の日本では三菱とUDによって6x6トラックの製作・販売が行われている。このうち三菱製の6x6トラックは主に自衛隊や除雪車向けの「FX」に集約され、民間向けの「FW」はポスト新長期規制の適用時に廃止となっている。UDにおいては、「CZ」と呼ばれる型式のモデルをポスト新長期規制に適合させ、販売を続けている。同時に日野といすゞ向けへOEM供給も行っている。
2014年にはメルセデス・ベンツが「メルセデス・ベンツ・G63 AMG 6x6」を日本市場へ投入。生産枠は5台で受注期間を4ヶ月に限定。価格は8,000万円。

## その他
八輪の内の六輪だけ駆動する自動車も大型特殊自動車、特にオールテレーンクレーンに見受けられる。
民間向けのトラックなどでは3軸6輪のうち後2軸のみを駆動する後2軸駆動(6x4、ツーデフとも呼ばれる)にされることが多いが、後2軸駆動は広義の四輪駆動のひとつである。

## 注記
1. ↑  “メルセデス・ベンツ、6輪駆動の特別仕様車を発表 8000万円”. AFPBBNews (フランス通信社). (2014年4月26日) 2014年4月20日閲覧。

## 参考図書
- 「ハイパー装輪装甲車」　（株）ジャパン・ミリタリー・レビュー 2008年11月1日発行
- 高井三郎著　『国土防衛と陸上作戦における戦車の役割（下）』　軍事研究2008年10月号　（株）ジャパン・ミリタリー・レビュー　2008年10月1日発行　ISSN 0533-6716
- 日本兵器研究会編　『現代戦車のテクノロジー』　アリアドネ企画　2001年5月10日第2刷発行